# Blizinski upaljač
Blizinski upaljač (takođe nekontaktni VT upaljač енгл. proximity fuze   ) je upaljač koji automatski aktivira eksplozivnu napravu kada se približi na određenu udaljenost od mete, bez mehaničkog kontakta sa njim, iako mnogi radio upaljači imaju i opciju detonacije i pri kontaktu sa metom. Blizinski upaljači su dizajnirani za teško uhvatljive vojne ciljeve kao što su avioni i rakete, kao i brodovi na moru i kopnene snage. Ovaj sofisticirani mehanizam za aktiviranje može povećati smrtonosnost za 5 do 10 puta u poređenju sa uobičajenim kontakt ili vremenskim upaljačem.  
Široko je korišćen u protivavionskoj artiljeriji. U modernim vojskama koristi se u protivavionskim raketama i za vazdušnu detonaciju fragmentacionih i kasetnih bojevih sredstava.
Ne treba ga mešati sa mehanizmom daljinske detonacije kopnenih mina pomoću radio veze.

## Pozadina
Pre izuma blizinskog upaljača, detonacija je bila izazvana direktnim kontaktom, tajmerom podešenim prilikom lansiranja ili visinomerom. Sve ove ranije metode imaju svoje nedostatke. Verovatnoća direktnog pogotka u mali pokretni cilj je mala; granata koja samo promaši cilj neće eksplodirati. Upaljač sa tajmerom ili upaljačem koji se aktivira nekoliko metara iznad tla zahteva dobro predviđanje od strane nišandžije i precizno podešavanje vremena na upaljaču. Ako bilo koja od tih stavki nije tačna, čak i granate ispravno usmerene ka cilju mogu eksplodirati beskorisno pre nego što stignu do mete ili nakon što je prođu. Na početku nemačke kampanje bombardovanja Ujedinjenog Kraljevstva 1940. i 1941. tokom Drugog svetskog rata, procenjeno je da je bilo potrebno 20.000 ispaljenih projektila da bi se oborio jedan avion;  druge procene postavljaju tu cifru čak na 100.000,  dok neki izvori govore o brojci od 2.500.  Sa blizinskim upaljačem, granata ili projektil mora samo da prođe blizu cilja u nekom trenutku tokom svog leta. Blizinski upaljač čini problem jednostavnijim u odnosu na prethodne metode.
Blizinski upaljači su takođe korisni za proizvodnju vazdušnih eksplozija iznad kopnenih ciljeva. Kontaktni upaljač bi eksplodirao kada bi pogodio tlo; to ne bi bilo efikasno u raspršivanju šrapnela. Tajmer na upaljaču može biti podešen da eksplodira nekoliko metara iznad tla, ali je tajming ključan i obično zahteva posmatrače koji bi pružili informacije za podešavanje vremena. Posmatrači često nisu praktični u mnogim situacijama, teren može biti neravan, a ovaj postupak je u svakom slučaju spor. Blizinski upaljači koji su ugrađeni u oružje poput artiljerijskih i minobacačkih granata rešavaju ovaj problem jer omogućavaju različite visine eksplozije (npr. 2, 4 ili 10 m) iznad tla, koje biraju posade artiljerije. Granata eksplodira na odgovarajućoj visini iznad zemlje.

## Drugi svetski rat
Ideja blizinskog upaljača dugo se smatrala vojno korisnom. Razmatrane su različite ideje, uključujući optičke sisteme koji bi osvetljavali svetlo, ponekad infracrveno, i aktivirali bi se kada bi refleksija dostigla određeni prag, razne metode aktiviranja sa zemlje pomoću radio signala, i kapacitivne ili induktivne metode slične detektoru metala. Svi ovi sistemi su patili od velike veličine elektronike pre Drugog svetskog rata i njene krhkosti, kao i od složenosti potrebnih sklopova.
Britanski vojni istraživači u Telekomunikacionom istraživačkom institutu (TRE) — Samuel Kuran, Vilijam Butement, Edvard Šajer i Amherst Tomson — osmislili su ideju blizinskog upaljača u ranim fazama Drugog svetskog rata.  Njihov sistem je uključivao mali, kratkodometni Doplerov radar. Britanci su tada sproveli testove sa "nevođenim projektilima" (savremeni britanski termin za nevođene rakete). Međutim, britanski naučnici su sumnjali da li bi upaljač mogao da se razvije za protivavionske granate, koje su morale da izdrže mnogo veće ubrzanje nego rakete. Britanci su podelili širok spektar mogućih ideja za dizajn upaljača, uključujući fotoelektrični upaljač i radio upaljač, sa Sjedinjenim Državama tokom Tizardove misije krajem 1940. godine. Da bi upaljač radio u granatama, morao je da bude minijaturizovan, da preživi visoko ubrzanje prilikom ispaljivanja iz topa i da bude pouzdan. 
Nacionalni odbor za istraživanje odbrane (NDRC) poverio je zadatak fizičaru Merlu Tuveu iz Odeljenja za zemaljski magnetizam. Takođe su na kraju uključeni i istraživači iz Nacionalnog biroa za standarde (ova istraživačka jedinica NBS kasnije je postala deo Istraživačke laboratorije vojske). Rad je podeljen 1942. godine, tako da je Tuveova grupa radila na blizinskim upaljačima za granate, dok su istraživači iz Nacionalnog biroa za standarde fokusirali na tehnički lakši zadatak — bombe i rakete. Rad na radio upaljaču za granate je završen od strane Tuveove grupe, poznate kao Sekcija T, u Laboratoriji za primenjenu fiziku Univerziteta Džons Hopkins (APL).   Više od 100 američkih kompanija bilo je mobilisano da proizvede oko 20 miliona upaljača za granate. 
Blizinski upaljač bio je jedno od najvažnijih tehnoloških dostignuća Drugog svetskog rata. Toliko je bio značajan da je bio čuvan u tajnosti na nivou sličnom kao i projekat atomske bombe ili invazija na Dan D.   Admiral Luis Štraus je napisao:
„Jedno od najoriginalnijih i najefikasnijih vojnih dostignuća u Drugom svetskom ratu bio je blizinski, ili 'VT', upaljač. Korišćen je i u vojsci i u mornarici, a bio je upotrebljen i u odbrani Londona. Iako nijedan izum nije dobio rat, blizinski upaljač se mora ubrojiti u veoma malu grupu dostignuća, kao što je radar, na kojima je pobeda u velikoj meri zavisila.“ 
Kasnije je otkriveno da upaljač može da detonira artiljerijske granate u vazdušnim eksplozijama, što je značajno povećalo njihov protivpešadijski efekat. 
U Nemačkoj je razvijeno ili istraživano više od 30 (možda čak i 50)  različitih dizajna blizinskih upaljača za protivavionsku upotrebu, ali nijedan nije bio upotrebljen u borbi.  Među njima su bili akustični upaljači koji su se aktivirali zvukom motora, jedan razvijen od strane firme Rajnmetal-Borsig zasnovan na elektrostatičkim poljima i radio upaljači. Sredinom novembra 1939. godine, britanska obaveštajna služba dobila je nemačku neonsku cev i dizajn prototipa blizinskog upaljača zasnovanog na kapacitivnim efektima kao deo izveštaja iz Osla.
U periodu posle Drugog svetskog rata razvijeni su brojni novi sistemi blizinskih upaljača, koristeći radio, optičke i druge metode detekcije. Zajednička forma korišćena u modernim oružjima vazduh-vazduh koristi laser kao optički izvor i merenje vremena leta za određivanje daljine. 

### Dizajn u Velikoj Britaniji
Prva referenca na koncept radara u Velikoj Britaniji pojavila se 1931. godine kada su V. A. S. Butement i P. E. Polard konstruisali mali model radara sa impulsnim zračenjem. Predložili su da bi ovaj sistem mogao biti koristan za obalske artiljerijske jedinice kako bi precizno merili udaljenost do brodova čak i noću. Ratno ministarstvo nije bilo zainteresovano za ovaj koncept i rekli su im da se bave drugim pitanjima. 
Godine 1936, Ministarstvo avijacije preuzelo je Boudzi Manora (Bawdsey Manor) u Safoku kako bi dalje razvijalo svoje prototipe radarskih sistema, koji su naredne godine postali poznati kao "Chain Home". Vojska je iznenada postala veoma zainteresovana za temu radara i poslala je Butementa i Polarda u Boudzi kako bi formirali ono što je postalo poznato kao "Armijska ćelija". Njihov prvi projekat bio je obnova njihovog prvobitnog rada na obalskoj odbrani, ali su ubrzo dobili zadatak da započnu drugi projekat za razvoj radara za određivanje dometa koji bi pomogao protivavionskim topovima. 
Kada su ovi projekti prešli iz faze razvoja u prototipove krajem 1930-ih, Butement je svoju pažnju usmerio na druge koncepte, a među njima je bila i ideja blizinskog upaljača:
...Tu je ušao V. A. S. Butement, dizajner radarskih setova CD/CHL i GL, sa predlogom od 30. oktobra 1939. za dve vrste radio upaljača: (1) radarski set bi pratio projektil, a operater bi poslao signal radio prijemniku u upaljaču kada bi domet, teška veličina za određivanje od strane topdžija, bio isti kao domet cilja i (2) upaljač bi emitovao visokofrekventne radio talase koji bi stupili u interakciju sa ciljem i proizveli, kao posledicu velike relativne brzine mete i projektila, Doplerov frekventni signal koji bi detektovao oscilator. 
U maju 1940. formalni predlog od Butementa, Edvarda Šajera i Amhersta Tomsona poslat je Britanskom odbrambenom vazduhoplovnom zavodu na osnovu drugog od dva koncepta.  Konstruisan je prototip elektronskog kola, i koncept je testiran u laboratoriji pomeranjem lima na različitim rastojanjima. Rani terenski testovi povezali su kolo sa tiratonskim okidačem koji je upravljao kamerom postavljenom na tornju, koja je fotografisala avione u prolazu kako bi se odredila udaljenost funkcije upaljača.
Prototipovi upaljača su zatim konstruisani u junu 1940. godine i ugrađeni u "nerotirane projektile", britansko kodno ime za rakete na čvrsto gorivo, i ispaljivani na ciljeve podržane balonima.  Rakete imaju relativno malo ubrzanje i ne stvaraju centrifugalne sile, tako da su naprezanja na delikatnom elektronskom upaljaču relativno blaga. Bilo je jasno da ova ograničena primena nije idealna; blizinski upaljač bi bio koristan za sve vrste artiljerije, a posebno za protivavionsku artiljeriju, ali one su imale veoma velika ubrzanja.
Već u septembru 1939. Džon Kokroft (John Cockcroft) je započeo razvoj u kompaniji Pye Ltd. za razvoj termionskih ventila (elektronskih cevi) sposobnih da izdrže ova mnogo veća naprezanja.   Istraživanje kompanije Pye preneto je Sjedinjenim Državama kao deo tehnološkog paketa isporučenog tokom Tizardove misije kada su Sjedinjene Države ušle u rat. Istraživačka grupa kompanije Pye navodno nije uspela da natera svoje ojačane pentode da pouzdano funkcionišu pod visokim pritiscima sve do 6. avgusta 1941, što je bilo nakon uspešnih testova američke grupe.  
U potrazi za kratkoročnim rešenjem problema sa ventilima, Britanci su 1940. godine naručili 20.000 minijaturnih elektronskih cevi namenjenih za upotrebu u slušnim aparatima od kompanija Western Electric i Radio Corporation of America. Američki tim pod vođstvom admirala Harolda G. Bouna Starijeg (Harold G. Bowen, Sr.) ispravno je pretpostavio da su te cevi namenjene za eksperimente sa blizinskim upaljačima za bombe i rakete. 
U septembru 1940. godine, Tizardova misija otputovala je u SAD kako bi upoznala američke istraživače sa nizom britanskih dostignuća, a tema blizinskih upaljača je bila pomenuta. Detalji britanskih eksperimenata preneti su u Američku mornaričku istraživačku laboratoriju i Nacionalni odbor za istraživanje odbrane (NDRC).  Informacije su takođe podeljene sa Kanadom 1940. godine, a Nacionalni istraživački savet Kanade poverio je rad na upaljaču timu na Univerzitetu u Torontu. 

### Razvoj u SAD-u
Pre i nakon prijema dizajna elektronskih kola od Britanaca, razni eksperimenti su sprovedeni od strane Ričarda B. Robertsa, Henrija H. Portera i Roberta B. Brodea pod rukovodstvom predsednika Odeljenja T NDRC, Merla Tuvea.  Tuveova grupa bila je poznata kao Sekcija T, koja je bila smeštena u APL tokom celog rata.  Kako je Tuve kasnije rekao u jednom intervjuu: „Čuli smo neke glasine o strujnim kolima koja su koristili u raketama u Engleskoj, zatim su nam dali ta kola, ali ja sam već primenio tu stvar na rakete, bombe i granate.“  Prema Tuveu, kola u upaljaču su bila jednostavna. Prema njegovim rečima: „Jedna izuzetna karakteristika u ovoj situaciji je činjenica da uspeh ove vrste upaljača ne zavisi od osnovne tehničke ideje – sve te ideje su jednostavne i svima poznate.“  Ključni rad na prilagođavanju upaljača za protivavionske granate urađen je u Sjedinjenim Državama, a ne u Engleskoj.  Tuve je rekao da, iako je bio zadovoljan ishodom sudskog spora između Butementa i Variana u vezi sa patentom, koji je potvrdio da je upaljač britanski izum i time uštedeo Američkoj mornarici milione dolara od plaćanja autorskih prava, dizajn upaljača isporučen tokom Tizardove misije „nije bio onaj koji smo mi napravili da funkcioniše!“. 
Ključni napredak uveo je Lojd Berkner, koji je razvio sistem sa odvojenim kolima za predajnik i prijemnik. U decembru 1940. godine, Tuve je pozvao Harija Dajmonda i Vilbura S. Hinmana Mlađeg iz Nacionalnog biroa za standarde (NBS) Sjedinjenih Država da istraže Berknerov unapređeni upaljač i razviju blizinski upaljač za rakete i bombe za upotrebu protiv aviona nemačkog Luftvafea. 
Za samo dva dana, Dajmond je uspeo da osmisli novi dizajn upaljača i demonstrirao je njegovu izvodljivost kroz opsežna testiranja u mornaričkom ispitnom centru u Dalgrenu, Virdžinija.  Dana 6. maja 1941. godine, NBS tim je napravio šest upaljača koji su postavljeni u bombe koje su bačene iz aviona i uspešno testirane iznad vode. 
Na osnovu svog prethodnog rada na radiju i radiosondama u NBS-u, Dajmond i Hinman su razvili blizinski upaljač koji je koristio Doplerov efekat odbijenih radio talasa.  Korišćenje Doplerovog efekta, koje je razvila ova grupa, kasnije je inkorporisano u sve radio blizinske upaljače za bombe, rakete i minobacačke granate.  Kasnije je Odeljenje za razvoj naoružanja Nacionalnog biroa za standarde (koje je postalo Laboratorija Harija Dajmonda — a kasnije spojena u Istraživačku laboratoriju vojske — u čast svog bivšeg šefa) razvilo prve automatizovane proizvodne tehnike za proizvodnju radio blizinskih upaljača po niskoj ceni. 
Tokom rada za jednog odbrambenog izvođača sredinom 1940-ih, sovjetski špijun Džulijus Rozenberg ukrao je funkcionalni model američkog blizinskog upaljača i predao ga sovjetskoj obaveštajnoj službi.  Međutim, to nije bio upaljač za protivavionske granate, što bi bilo od najveće vrednosti. 
U SAD-u, NDRC je bio fokusiran na radio upaljače za upotrebu sa protivavionskom artiljerijom, gde su ubrzanja dostizala do 20.000 g, u poređenju sa oko 100 g za rakete i mnogo manje za bombe koje se bacaju.  Pored ekstremnih ubrzanja, artiljerijske granate su se okretale zbog urezanih cevi topova do blizu 30.000 obrtaja u minuti, stvarajući ogromne centrifugalne sile. U saradnji sa kompanijama Western Electric i Raytheon, minijaturne cevi iz slušnih aparata su modifikovane kako bi izdržale ova ekstremna naprezanja. Upaljač T-3 imao je 52% uspeha protiv ciljeva na vodi kada je testiran u januaru 1942. godine. Američka mornarica je prihvatila tu stopu neuspeha. Test sa simuliranim borbenim uslovima započet je 12. avgusta 1942. godine. Baterije topova na krstarici USS Cleveland (CL-55) testirale su municiju sa blizinskim upaljačem protiv radio-kontrolisanih dronova iznad zaliva Česapik. Testovi su trebali trajati dva dana, ali su zaustavljeni kada su dronovi uništeni već prvog dana. Tri drona su uništena sa samo četiri ispaljene granate. 
Posebno uspešna primena bila je granata kalibra 90 mm sa VT upaljačem, automatskim radarom za praćenje SCR-584 i vatrenim kontrolnim računarom M9 Gun Director. Kombinacija ova tri izuma bila je uspešna u obaranju mnogih letećih bombi V-1 koje su bile usmerene ka Londonu i Antverpenu, a koje su inače bile teški ciljevi za protivavionske topove zbog svoje male veličine i velike brzine.

#### VT (Varijabilno vreme)
Saveznički upaljač je koristio konstruktivnu i destruktivnu interferenciju za detekciju mete.  Dizajn je imao četiri ili pet elektronskih cevi.  Jedna cev je bila oscilator povezan sa antenom; funkcionisala je kao predajnik i autodinski detektor (prijemnik). Kada je meta bila daleko, malo energije oscilatora koja je emitovana reflektovalo bi se nazad do upaljača. Kada bi se cilj nalazio u blizini, reflektovalo bi se značajno više signala oscilatora. Amplituda reflektovanog signala zavisila je od blizine cilja.  Ovaj reflektovani signal bi uticao na struju na ploči oscilatora, omogućavajući detekciju.
Međutim, fazni odnos između signala oscilatora i signala reflektovanog od mete zavisio je od udaljenosti između upaljača i mete. Kada bi reflektovani signal bio u fazi, amplituda oscilatora bi se povećala, a struja na ploči oscilatora bi se takođe povećala. Ali kada bi reflektovani signal bio van faze, kombinovana amplituda radio signala bi se smanjila, što bi dovelo do smanjenja struje na ploči. Tako je promena faznog odnosa između signala oscilatora i reflektovanog signala komplikovala merenje amplitude tog malog reflektovanog signala.
Ovaj problem je rešen iskorišćavanjem prednosti promene frekvencije reflektovanog signala. Udaljenost između upaljača i mete nije bila konstantna, već se stalno menjala zbog velike brzine upaljača i bilo kakvog kretanja mete. Kada bi se udaljenost između upaljača i mete brzo menjala, fazni odnos bi se takođe brzo menjao. Signali bi u jednom trenutku bili u fazi, a van faze nekoliko stotina mikrosekundi kasnije. Rezultat je bio heterodinska frekvencija otkucaja signala koji je odgovarao razlici u brzini. Drugi način gledanja na to bio bi da je frekvencija primljenog signala Doplerovski pomerena u odnosu na frekvenciju oscilatora zbog relativnog kretanja upaljača i mete. Kao posledica, na terminalu ploče oscilatora razvijao se signal niske frekvencije, koji je odgovarao razlici frekvencija između oscilatora i primljenog signala. Dve od četiri cevi u VT upaljaču su korišćene za detekciju, filtriranje i pojačavanje ovog signala niske frekvencije. Treba napomenuti da je amplituda ovog signala niske frekvencije „udarca“ odgovarala amplitudi signala reflektovanog od mete. Ako je amplituda pojačanog signala niske frekvencije bila dovoljno velika, što je ukazivalo na prisustvo obližnjeg objekta, tada bi aktivirala četvrtu cev – tiratron ispunjen gasom. Kada bi tiratron bio aktiviran, provodio bi veliku struju koja bi aktivirala električni detonator.
Da bi se upaljač koristio u projektilima, koji doživljavaju izuzetno visoka ubrzanja i centrifugalne sile, dizajn upaljača je takođe morao da koristi mnoge tehnike za očvršćavanje protiv udara. Te tehnike su uključivale planarno postavljene elektrode i pakovanje komponenti u vosak i ulje kako bi se izjednačile sile naprezanja. Da bi se sprečila prerana detonacija, ugrađena baterija koja je aktivirala granatu imala je nekoliko milisekundi kašnjenja pre nego što bi njeni elektroliti bili aktivirani, dajući projektilu vreme da napusti područje topa. 
Oznaka VT znači "varijabilno vreme".  Kapetan S. R. Šumaker, direktor Odeljenja za istraživanje i razvoj pri Birou za naoružanje, smislio je ovaj termin kako bi bio opisan bez otkrivanja tehnologije. 

### Razvoj u Nemačkoj
U Nemačkoj je razvoj radio upaljača bio usporen zbog nedostatka resursa. Ipak, 1942. godine, nakon početka masovnih bombardovanja Nemačke od strane saveznika, započeti su radovi na stvaranju protivavionskih raketa i nekontaktnih upaljača za njih.  Nekoliko kompanija je predstavilo svoje projekte, ali do serijske proizvodnje stigao je samo Doplerov upaljač pod kodnim nazivom „Kakadu“ kompanije Donaulandische GmbH (Beč), koji se koristio na nekim modifikacijama protivavionske rakete Henschel Hs 293. Krajem 1944. i početkom 1945. godine proizvedeno je oko 3.000 upaljača.

### Razvoj u SSSR-u
Iz memoara sovjetskih obaveštajaca i deklasifikovanih materijala američke kontraobaveštajne službe poznato je da je SSSR dobijao informacije o razvoju radio upaljača u Velikoj Britaniji i SAD-u.  Konkretno, u decembru 1944. godine, Džulijus Rozenberg je predao sovjetskom obaveštajcu Aleksandru Feklisovu uzorak gotovog radio upaljača i tehničku dokumentaciju za njega.
U SSSR-u prvi eksperimenti sa radio upaljačima izvođeni su krajem 1944. i početkom 1945. godine na avionskim bombama.  U Vladimiru, u laboratorijama Državnog saveznog instituta br. 44 (GSI-44), pod rukovodstvom B.V. Karpova i A.A. Rasušina (koji je postao zamenik direktora NII-504 za nauku i glavni konstruktor), 1944-1945. godine razvijen je prototip radarskog upaljača za avionske bombe, koristeći minijaturne radio-lampe sopstvene proizvodnje.  Krajem 1945. godine, odlukom GKO, osnovan je GNI-504 za razvoj i proizvodnju radio upaljača. . 
Komplet minijaturnih visokootpornih radio-lampi za ove upaljače razvijen je u NII-617, uz učešće V. N. Avdejeva, a u setu su se našli generatorni triod 1S1A, niskofrekventni pentod 06P1A i tiratron 1T1A.  Kreirana je serija artiljerijskih (AR-5, AR-21, AR-27, AR-30, AR-45 i dr.) i avionskih bombi (BRV-1, BRV-3) sa radio upaljačima.

### Razvoj
Protivavionski artiljerijski poligon na bazi vazduhoplovnih snaga Kirtland u Novom Meksiku korišćen je kao jedan od objekata za testiranje blizinskih upaljača, gde je obavljeno skoro 50.000 probnih ispaljivanja od 1942. do 1945. godine.  Testiranja su se takođe odvijala na probnom poligonu u Aberdinu, u saveznoj državi Merilend, gde je bačeno oko 15.000 bombi.  Ostale lokacije uključuju Ft. Fišer u Severnoj Karolini i Blossom Point u Merilendu.
Razvoj i rana proizvodnja za Mornaricu SAD-a bili su prepušteni kompaniji Wurlitzer, u njihovoj fabrici buradnih orgulja u North Tonawanda, u saveznoj državi Njujork. 

### Proizvodnja
Prva proizvodnja cevi za nove upaljače u velikim razmerama  odvijala se u fabrici General Electric-a u Klivlendu, Ohajo, koja je ranije korišćena za proizvodnju lampica za jelke. Sklapanje upaljača bilo je završeno u General Electric pogonima u Skinektadiju, Njujork, i Bridžportu, Konektikat.  Nakon što bi inspekcije gotovih proizvoda bile završene, uzorci upaljača iz svake serije slati su Nacionalnom birou za standarde, gde su bili podvrgnuti seriji rigoroznih testova u posebno izgrađenoj laboratoriji za kontrolna testiranja.  Ovi testovi su uključivali ispitivanja na niskim i visokim temperaturama, testove vlažnosti i testove iznenadnih udaraca.
Do 1944. godine, veliki deo američke elektronske industrije bio je koncentrisan na proizvodnju upaljača. Ugovori o nabavci povećali su se sa 60 miliona američkih dolara u 1942. godini, na 200 miliona dolara u 1943., i na 300 miliona dolara u 1944., a vrhunac je dostignut sa 450 miliona dolara u 1945. Kako se obim proizvodnje povećavao, efikasnost je postajala ključna, i cena po upaljaču je pala sa 732 dolara u 1942. godini na 18 dolara u 1945. godini. To je omogućilo kupovinu više od 22 miliona upaljača za otprilike jednu milijardu dolara (što bi u 2021. godini iznosilo 14,6 milijardi dolara ). Glavni dobavljači bili su Crosley, RCA, Eastman Kodak, McQuay-Norris i Sylvania. Postojalo je i više od dve hiljade dobavljača i poddobavljača, u rasponu od proizvođača baruta do mehaničkih radionica.  Ova proizvodnja bila je među prvim masovnim primenama štampanih kola. 

### Upotreba
Vanevar Buš, šef američke Kancelarije za naučna istraživanja i razvoj (OSRD) tokom rata, pripisao je blizinskom upaljaču tri značajna efekta. 
- Bio je ključan u odbrani od napada japanskih kamikaza na Pacifiku, gde se procenjuje da je povećao efikasnost protivavionske artiljerije sedam puta u kalibru od 5 inča. Buš je istakao ovu inovaciju. [65]
- Bio je važan deo protivvazdušnih baterija kontrolisanih radarom, koje su konačno neutralisale nemačke napade V-1 bombama na Englesku. [65]
- Korišćen je u Evropi počevši od Bitke kod Ardena (Bitka kod Bulge), gde je bio izuzetno efikasan u artiljerijskim granatama ispaljenim na nemačke pešadijske formacije i značajno promenio taktiku kopnenog ratovanja.

U početku su upaljači korišćeni samo u situacijama kada Nemci nisu mogli da ih zarobe. Korišćeni su u kopnenoj artiljeriji u južnom Pacifiku 1944. godine. Takođe 1944. godine, upaljači su dodeljeni Britanskoj vojsci, Komandi za protivvazdušnu odbranu, koja je bila angažovana u odbrani Britanije od letećih bombi V-1. Pošto je većina britanskih teških protivavionskih topova bila raspoređena u dugom, tankom obalnom pojasu (ostavljajući unutrašnjost slobodnom za lovce presretače), granate su padale u more, bezbedno van domašaja neprijateljskog hvatanja. Tokom nemačke kampanje V-1, udeo letećih bombi koje su uništene prolaskom kroz obalni pojas oružja porastao je sa 17% na 74%, dostigavši 82% tokom jednog dana. Manji problem sa kojim su se suočili Britanci bio je taj što je upaljač bio dovoljno osetljiv da detonira granatu ako bi prošla preblizu morske ptice, što je dovelo do nekoliko „ubistava“ morskih ptica. 
Pentagon je odbio da dozvoli savezničkoj poljskoj artiljeriji upotrebu upaljača 1944. godine, iako je mornarica Sjedinjenih Država ispalila protivavionske granate sa blizinskim upaljačima u Bici kod Gele u julu 1943. tokom invazije na Siciliju.  Nakon što je general Dvajt D. Ajzenhauer zahtevao dozvolu za upotrebu ovih upaljača, 200.000 granata sa VT upaljačima (kodnim imenom „POZIT“ ) korišćeno je u Bici kod Ardena (Bulge) u decembru 1944. godine. Ovi upaljači učinili su savezničku tešku artiljeriju daleko razornijom, jer su sve granate eksplodirale neposredno pre udara u tlo.  Nemačke divizije bile su uhvaćene na otvorenom prostoru jer su smatrale da su bezbedne od bombardovanja zbog lošeg vremena, koje se činilo da sprečava precizno posmatranje. Američki general Džordž S. Paton je zaslužan za korišćenje blizinskih upaljača u odbrani Liježa i izjavio je da njihova upotreba zahteva reviziju taktike kopnenog ratovanja. 
Bombe i rakete opremljene radio blizinskim upaljačima bile su u ograničenoj upotrebi i kod Vazduhoplovstva Sjedinjenih Država (USAAF) i kod Mornarice Sjedinjenih Država (USN) pred kraj Drugog svetskog rata. Glavni ciljevi ovih bombi i raketa, koje su detonirane blizinskim upaljačima, bili su protivavionski položaji i aerodromi. 

## Tipovi senzora

### Radio
Radiofrekventno detektovanje (radar) je osnovni princip senzora za artiljerijske granate.
Uređaj opisan u patentu iz Drugog svetskog rata  funkcioniše na sledeći način: Granata sadrži mikro-predajnik koji koristi telo granate kao antenu i emituje neprekidni talas od približno 180–220 MHz. Kako se granata približava reflektujućem objektu, stvara se interferencioni obrazac. Ovaj obrazac se menja kako se smanjuje udaljenost: svakih pola talasne dužine u udaljenosti (pola talasne dužine na ovoj frekvenciji je oko 0,7 metara), predajnik je u rezonanci ili van nje. Ovo izaziva malu cikličnu promenu u emitovanoj snazi, a time i u struji oscilatora od oko 200–800 Hz, što je Doplerova frekvencija. Ovaj signal prolazi kroz propusni filter, pojačava se i aktivira detonaciju kada premaši zadatu amplitudu.

### Optički
Optički senzori razvijeni su 1935. godine, a patentirani u Velikoj Britaniji 1936. godine, od strane švedskog pronalazača, verovatno Edvarda W. Brandta, korišćenjem petoskopa. Prvi put je testiran kao deo detonacijskog uređaja za bombe koje su trebalo da budu bačene na bombarderske avione, kao deo koncepta Britanskog vazduhoplovstva pod nazivom „bombe na bombardere“. Kasnije je razmatran (i kasnije patentiran od strane Brandta) za upotrebu sa protivavionskim raketama ispaljenim sa zemlje. Koristio je toroidalna sočiva, koja je koncentrisala svetlost sa aviona, koji se nalazio pod pravim uglom u odnosu na osu rakete, na fotoćeliju. Kada bi struja iz fotoćelije promenila vrednost za određeni iznos u određenom vremenskom intervalu, detonacija bi bila aktivirana.
Neke moderne rakete vazduh-vazduh (npr. ASRAAM i AA-12 Adder) koriste lasere za aktiviranje detonacije. One projektuju uske snopove laserske svetlosti pod pravim uglom u odnosu na let rakete. Dok raketa leti ka svojoj meti, laserska energija se jednostavno emituje u prostor. Kada raketa prođe pored mete, deo energije udara u metu i reflektuje se nazad ka raketi, gde je detektori prepoznaju i aktiviraju bojevu glavu.

### Akustični
Blizinski upaljači sa akustičnim senzorima aktiviraju se pomoću akustičnih emisija sa mete (na primer, zvuk motora aviona ili propelera broda). Aktiviranje može biti sprovedeno elektronskim kolom povezanim sa mikrofonom ili hidrofonima, ili mehaničkim putem, koristeći vibracioni prekidač povezan sa dijafragmom koja filtrira tonove.  
Tokom Drugog svetskog rata, Nemci su imali najmanje pet akustičnih upaljača za protivavionsku upotrebu u fazi razvoja, ali nijedan nije ušao u operativnu službu. Najnapredniji u razvoju bio je nemački akustični upaljač firme Rheinmetall-Borsig, poznat kao Kranich (što znači "ždral"), koji je bio mehanički uređaj sa dijafragmom koja filtrira tonove, osetljiv na frekvencije između 140 i 500 Hz, povezan sa vibracionim prekidačem koji je služio za aktiviranje električnog detonatora. Vođene rakete Schmetterling, Enzian, Rheintochter i X4 bile su sve dizajnirane za korišćenje sa akustičnim blizinskim upaljačem Kranich.  
Tokom Drugog svetskog rata, Nacionalni odbor za istraživanje odbrane (NDRC) istraživao je upotrebu akustičnih blizinskih upaljača za protivavionsko naoružanje, ali je zaključeno da postoje obećavajuće tehnološke alternative. Istraživanje NDRC-a ukazalo je na brzinu zvuka kao glavnu ograničavajuću stavku u dizajnu i upotrebi akustičnih upaljača, posebno u odnosu na rakete i avione velikih brzina. 
Hidroakustični senzori široko se koriste kao mehanizmi za detonaciju u morskim minama i torpedima. Propeler broda koji rotira u vodi proizvodi snažnu hidroakustičnu buku koja se može prepoznati pomoću hidrofona i koristiti za navigaciju i detonaciju. Mehanizmi za detonaciju često koriste kombinaciju akustičnih i magnetno-induktivnih senzora.  

### Magnetni
Magnetni senzori mogu se koristiti samo za detekciju velikih masa gvožđa, poput brodova. Koriste se u minama i torpedima. Ovi upaljači mogu se neutralisati demagnetizacijom, upotrebom trupova brodova od nemetala (posebno kod brodova za razminiranje) ili pomoću indukcionih petlji montiranih na avione ili vučne bove.

### Pritisak
Neke morske mine koriste upaljače sa senzorima pritiska koji su sposobni da detektuju pritisak talasa broda koji prolazi iznad njih. Senzori pritiska obično se koriste u kombinaciji sa drugim tehnologijama za detonaciju upaljača, kao što su akustična i magnetna indukcija. 
Tokom Drugog svetskog rata, razvijeni su upaljači aktivirani pritiskom za nizove bombi kako bi se stvorile eksplozije iznad tla. Prva bomba u nizu bila je opremljena udarnim upaljačem, dok su ostale bombe bile opremljene detonatorima osetljivim na pritisak. Eksplozija prve bombe aktivirala je upaljač druge bombe, koja bi eksplodirala iznad tla, a zatim bi aktivirala treću bombu, i tako redom do poslednje bombe u nizu. Zbog brzine bombardera, bombe sa upaljačima osetljivim na pritisak eksplodirale bi na približno istoj visini iznad tla duž horizontalne putanje. Ovaj dizajn korišćen je u britanskom upaljaču "No.44 Pistol" i nemačkom upaljaču "Rheinmetall-Borsig BAZ 55A".  

## Radioelektronske protivmere
Korišćenje radio talasa omogućava neprijatelju da unapred otkrije paljbu i ometa efikasan rad radio upaljača.  Postoje specijalizovane stanice za radioelektronsku borbu koje su dizajnirane za otkrivanje signala emitovanog od strane upaljača i automatsko formiranje odgovarajućeg zračenja koje imitira signal reflektovan od cilja sa frekvencijskim pomeranjem. U tom slučaju, upaljač će se aktivirati pre nego što se približi cilju, i šteta će biti minimalna. Primer takve stanice je sovjetska SPR-2.
Kao odgovor na protivdelovanje, dizajneri radio upaljača čine svoj dizajn složenijim. Na primer, koriste promenu frekvencije predajnika, generisanjem signala na nekoliko frekvencija, odlaganjem u uključivanju senzora, postavljanje dodatnih senzora za detekciju cilja zasnovanih na drugim fizičkim principima (na primer, infracrveni, magnetni) i slično.

## Galerija
- 120 mm HE minobacačke granate opremljene blizinskim upaljačima
- 120 mm HE minobacačke granate opremljene M734 blizinskim upaljačem
- 60 mm HE minobacačke granate opremljene blizinskim upaljačima
- 155 mm artiljerijski upaljač sa selektorom za tačkasto/blizinsko aktiviranje (trenutno podešen na blizinsko).
- Moderan radio upaljač
- Izgradnja
- Elektronika
- Dijagram M734 Power System, koji prikazuje funkcionalne elemente blizinskog upaljača sa turbinskim napajanjem. 
 (1). Air Inlet (Ulaz vazduha): Otvor kroz koji struja vazduha ulazi u sistem kada se projektil kreće kroz vazduh. 
 (2). Venturi Tube (Venturi cev): Služi za ubrzavanje strujanja vazduha i povećanje pritiska, što pokreće turbinu. 
 (3). Turbine (Turbina): Uređaj koji rotira pod dejstvom strujanja vazduha, proizvodeći energiju za upaljač. 
 (4). Air Outlet (Izlaz vazduha): Otvor kroz koji vazduh izlazi nakon prolaska kroz turbinu. 
 (5). Fin (Peraja): Obezbeđuju stabilizaciju projektila tokom leta. 
 (6). Alternator: Proizvodi električnu energiju, napajajući sistem upaljača. 
 (7). S&A (Safe and Arm Device): Mehanizam za osiguranje i aktivaciju upaljača, koji sprečava slučajnu detonaciju i omogućava pravilnu aktivaciju nakon lansiranja. 
 Ovaj dijagram ilustruje kako se vazdušni tok koristi za generisanje energije koja pokreće elektronske sisteme unutar blizinskog upaljača, što omogućava preciznu detonaciju kada se projektil približi cilju. Slični mehanizmi su korišćeni u modernoj artiljeriji kako bi se povećala efikasnost protivavionske i protivpešadijske municije.

## Napomene
1. ↑  The return signal is inversely proportional to the fourth power of the distance.

## Bibliografija
- Baldwin, Ralph B. (1980), The Deadly Fuze: The Secret Weapon of World War II, San Rafael, CA: Presidio Press, ISBN 978-0-89141-087-4. Baldwin was a member of the (APL) team headed by Tuve that did most of the design work.

- Baxter, James Phinney III (1968) [1946], Scientists Against Time, Cambridge, MA: MIT Press, ISBN 978-0-262-52012-6

- Bureau of Ordnance (15. 5. 1946). VT Fuzes For Projectiles and Spin-Stabilized Rockets. Ordnance Pamphlet. 1480. U. S. Navy Bureau of Ordnance.

- Bush, Vannevar (1970), Pieces of the Action, New York: William Morrow and Company, Inc.

- Holmes, Jamie (2020). 12 Seconds of Silence: How a Team of Inventors, Tinkerers, and Spies Took Down a Nazi Superweapon. Houghton Mifflin Harcourt. ISBN 978-1-328-46012-7.

- Sharpe, Edward A. (2003), „The Radio Proximity Fuze: A survey”, Vintage Electrics, 2 (1)

## Dodatna literatura
- Allard, Dean C. (1982), „The Development of the Radio Proximity Fuze” (PDF), Johns Hopkins APL Technical Digest, 3 (4): 358—359
- Allen, Kevin. „Artillery Proximity Fuses”. Warfare History Network. Архивирано из оригинала 12. 6. 2018. г. Приступљено 4. 6. 2018.

- Bennett, Geoffrey (1976), „The Development of the Proximity Fuze”, Journal of the Royal United Service Institution, 121 (1): 57—62, ISSN 0953-3559

- Collier, Cameron D. (1999), „Tiny Miracle: the Proximity Fuze”, Naval History, U. S. Naval Institute, 13 (4): 43—45, ISSN 1042-1920

- Gibbs, Jay (2004). „Question 37/00: Effectiveness of Shipboard Anti-Aircraft Fire”. Warship International. XLI (1): 29. ISSN 0043-0374.

- Hogg, Ian V. (2002), British & American Artillery of World War Two (revised изд.), Greenhill Books, ISBN 978-1-85367-478-5

- Fuzes, Proximity, Electrical: Part One (PDF), Engineering Design Handbook: Ammunition Series, United States Army Materiel Command, јул 1963, AMCP 706-211, Архивирано из оригинала (PDF) 29. 3. 2018. г., Приступљено 26. 1. 2012
- Fuzes, Proximity, Electrical: Part Two, Engineering Design Handbook: Ammunition Series, United States Army Materiel Command, AMCP 706-212
- Fuzes, Proximity, Electrical: Part Three, Engineering Design Handbook: Ammunition Series, United States Army Materiel Command, AMCP 706-213
- Fuzes, Proximity, Electrical: Part Four, Engineering Design Handbook: Ammunition Series, United States Army Materiel Command, AMCP 706-214
- Fuzes, Proximity, Electrical: Part Five (PDF), Engineering Design Handbook: Ammunition Series, United States Army Materiel Command, август 1963, AMCP 706-215, Архивирано из оригинала (PDF) 8. 4. 2013. г., Приступљено 26. 1. 2012
- US 3166015, Tuve, Merle A. & Roberts, Richard B., "Radio Proximity Fuze", published 1965-01-19,  assigned to United States of America
- Юрий Чернихов (2017). „Секретное оружие Америки” (на језику: руски) (7) (Наука и техника изд.). Шаблон:Х.: 38—41.

## Spoljašnje veze
- The Secret Invention That Changed World War 2 Real Engineering. Detailed design and operation of the Mark 53 fuze
- Battleship New Jersey, Developing the Proximity Fuse via YouTube
- 1945 newsreel explaining how it works
- Naval Historical Centre – Radio Proximity (VT) Fuzes на сајту  Web Archives| (архивирано 2014-07-04)
- The Radio Proximity Fuze – A survey Southwest Museum of Engineering,Communications and Computation
- Proximity Fuze History Southwest Museum of Engineering,Communications and Computation
- The Proximity (Variable-Time) Fuze – The Pacific War: The U.S. Navy
- Proximity fuzes theory and technique
- Navy Historical Centre — Radio Proximity (VT) Fuzes
- https://web.archive.org/web/20080306043332/http://www.amc.army.mil/amc/ho/studies/fuze.html
- The Johns Hopkins University Applied Physics Laboratory
11100 Johns Hopkins Road, Laurel, Maryland 20723
 • 240-228-5000 (Washington, DC, area) • 443-778-5000 (Baltimore area)
- The Radio Proximity Fuse — документальный фильм